# Naumburg (Assia)
Naumburg è una città di 5 111 abitanti, dell'Assia, in Germania.

Appartiene al circondario (Landkreis) di Kassel (targa KS).

## Amministrazione

### Gemellaggi
Naumburg è gemellata con:
- Komárom, dal 1992
- San Mauro Pascoli, dal 2001